# Facultad Regional Santa Fe
La Facultad Regional Santa Fe forma parte de la red nacional de la Universidad Tecnológica Nacional de la República Argentina. Esta regional se encuentra situada en la ciudad de Santa Fe (provincia de Santa Fe). 
Como el resto de las universidades nacionales argentinas, es gratuita (depende financieramente del Estado nacional, aunque es autónoma), libre y laica.
La UTN Santa Fe inicia sus actividades en 1953, integrando el grupo de las cinco facultades fundacionales de la Universidad Tecnológica Nacional. En sus sesenta años de vida académica ha establecido fuertes lazos con el sector productivo de la región litoral y toda la comunidad.
Hoy es un centro de referencia en la formación de ingenieros y temas vinculados a las carreras de ingeniería civil, eléctrica, mecánica, industrial y sistemas de información.

## Edificios

### Inicios
Sus primeras clases se dictaron en las instalaciones de la Facultad de Ingeniería Química de la Universidad Nacional del Litoral y la Escuela Industrial Superior, dependiente de dicha Universidad. Posteriormente se instala la parte académica en un inmueble de calle San Jerónimo N.º 1933 y las oficinas administrativas en otro de calle San Martín N.º 2050.

### Edificio Principal
En 1978 se trasladó a su actual emplazamiento frente a la Laguna Setúbal, en la Costanera santafesina, una vez completada la construcción del edificio, el mismo se encuentra sobre Lavaisse al 610. En el año 2007 se empezaron a realizar planes para otra institución dependiente de la facultad, sobre Lavaisse y Vélez Sarsfield, además de solicitarse la ampliación del edificio y finalización de construcción de la llamada "Torre".

### El Estadio
Fue construido en 1980 mediante convenio con el Ente Autárquico Juegos Internacionales Cruz del Sur, e inaugurado el 10 de noviembre de 1982, con una capacidad para 4.150 personas y con una superficie total de 17.500 m² cubiertos. La Facultad tomó posesión del Estadio en abril de 1983. Sus principales usuarios son los estudiantes de la Facultad, que realizan en el predio distintas actividades deportivas y de recreación. Sus instalaciones sirvieron además como sede del Campeonato Mundial de Básquet, los Juegos Cruz del Sur, de partidos de la Selección Argentina de Voleibol en la Liga Mundial además de realizaciones artísticas, culturales y sociales de jerarquía nacional e internacional.

## Actualidad
Cuenta con un plantel aproximado de 100 no docentes, 430 docentes, 144 investigadores y 3000 alumnos.

## Oferta Académica
Las carreras de pregrado que se dictan son:
- Tecnicatura Superior en Tecnologías de Información
- Tecnicatura Superior en Mecatrónica

Las carreras de grado que se dictan son:
- Ingeniería civil
- Ingeniería eléctrica
- Ingeniería mecánica
- Ingeniería industrial
- Ingeniería en sistemas de información

Las carreras de posgrado que se dictan son:
- Doctorados en Ingeniería
- Maestría y Especialización en Ingeniería en Sistemas de Información
- Maestría y Especialización en Ingeniería en Calidad
- Maestría y Especialización en Ingeniería Ambiental
- Maestría y Especialización en Transporte y Logística
- Especialización en Higiene y Seguridad en el Trabajo
- Licenciatura en Tecnología Educativa